# BK SOŠŽ Cassovia Košice
BK SOŠŽ Cassovia Košice (celým názvem: Basketbalový klub Stredná odborná škola železničná Cassovia Košice) byl slovenský ženský basketbalový klub, který sídlil v Košicích ve stejnojmenném kraji. Založen byl v roce 1980. Býval dlouholetým účastníkem slovenské nejvyšší soutěže žen v basketbalu. Klubové barvy byly červená a bílá.
Klub ukončil své několikaleté působení v nejvyšší soutěži žen v polovině sezóny 2017/18. Vše se odehrálo po ztrátě hlavního sponzora a také po realizaci nového slovenského zákona o sportu, který pro menší sporty bývá často likvidační. Veleúspěšný městský rival Good Angels Košice na témže zákonu skončil v roce 2018. Zbylé mládežnické oddíly Cassovie v roce 2017 přešly pod hlavičku nového mládežnického klubu Young Angels Košice.
Své domácí zápasy odehrával ve Športové aréně SOŠŽ v Košicích.

## Historické názvy
Zdroj:
- 1980 – TJ Cassovia Košice (Telovýchovná jednota Cassovia Košice)
- 1993 – BK Slovmad Cassovia Košice (Basketbalový klub Slovmad Cassovia Košice)
- 1996 – KM Cassovia Košice
- 1997 – TORY Košice
- 1998 – BK Cassovia Košice (Basketbalový klub Cassovia Košice)
- 1999 – CBK Cassovia Košice
- 2000 – fúze s BBK ZMnS Bardejov ⇒ CBK Cassovia Makos Bardejov
- 2001 – CBK Cassovia Košice
- 2010 – BK SOŠŽ Cassovia Košice (Basketbalový klub Stredná odborná škola železničná Cassovia Košice)

## Umístění v jednotlivých sezonách
Zdroj:
Legenda: ZČ - základní část, červené podbarvení - sestup, zelené podbarvení - postup, fialové podbarvení - reorganizace, změna skupiny či soutěže
| Československo (1992 – 1993) |                             |           |                      |          |                             |
| Sezóna                       | Název v ročníku             | Úroveň    | Soutěž               | ZČ       | Play-off                    |
| 1992/93                      | TJ Cassovia Košice          | 1. úroveň | 1. liga              | ?. místo | Zápas o 3. místo (prohra)   |
| Slovensko (1993 – 2017)      |                             |           |                      |          |                             |
| Sezóna                       | Název v ročníku             | Úroveň    | Soutěž               | ZČ       | Play-off                    |
| 1993                         | BK Slovmad Cassovia Košice  | 1. úroveň | 1. liga (SR)         | ?. místo |                             |
| 1993/94                      | BK Slovmad Cassovia Košice  | 1. úroveň | 1. liga              | ?. místo |                             |
| 1994/95                      | BK Slovmad Cassovia Košice  | 1. úroveň | 1. liga              | 5. místo | Zápas o 5. místo (výhra)    |
| 1995/96                      | BK Slovmad Cassovia Košice  | 1. úroveň | 1. liga              | 2. místo | Finále                      |
| 1996/97                      | KM Cassovia Košice          | 1. úroveň | 1. liga              | 4. místo | Zápas o 3. místo (prohra)   |
| 1997/98                      | TORY Košice                 | 1. úroveň | 1. liga              | 5. místo | Zápas o 5. místo (prohra)   |
| 1998/99                      | BK Cassovia Košice          | 1. úroveň | 1. liga              | 9. místo | Play-out (3. místo)         |
| 1999/00                      | CBK Cassovia Košice         | 1. úroveň | 1. liga              | 4. místo | Zápas o 3. místo (prohra)   |
| 2000/01                      | CBK Cassovia Makos Bardejov | 1. úroveň | 1. liga              | 4. místo | Zápas o 3. místo (výhra)    |
| 2001/02                      | CBK Cassovia Košice         | 1. úroveň | 1. liga              | 8. místo | Play-out (3. místo)         |
| 2002/03                      | CBK Cassovia Košice         | 1. úroveň | 1. liga              | 6. místo | Play-out (2. místo)         |
| 2003/04                      | CBK Cassovia Košice         | 1. úroveň | Extraliga            | 6. místo | Play-out (2. místo)         |
| 2004/05                      | CBK Cassovia Košice         | 1. úroveň | Extraliga            | 4. místo | Zápas o 3. místo (prohra)   |
| 2005/06                      | CBK Cassovia Košice         | 1. úroveň | Extraliga            | 4. místo | Zápas o 3. místo (prohra)   |
| 2006/07                      | CBK Cassovia Košice         | 1. úroveň | Extraliga            | 4. místo | Čtvrtfinále                 |
| 2007/08                      | CBK Cassovia Košice         | 1. úroveň | Extraliga            | 6. místo | Čtvrtfinále                 |
| 2008/09                      | CBK Cassovia Košice         | 1. úroveň | Extraliga            | 8. místo | Čtvrtfinále                 |
| 2009/10                      | CBK Cassovia Košice         | 1. úroveň | Extraliga            | 8. místo | Play-out (4. místo); sestup |
| 2010/11                      | BK SOŠŽ Cassovia Košice     | 2. úroveň | 1. liga – sk. Východ | 4. místo | Finále (výhra); postup      |
| 2011/12                      | BK SOŠŽ Cassovia Košice     | 1. úroveň | Extraliga            | 7. místo |                             |
| 2012/13                      | BK SOŠŽ Cassovia Košice     | 1. úroveň | Extraliga            | 8. místo | Čtvrtfinále                 |
| 2013/14                      | BK SOŠŽ Cassovia Košice     | 1. úroveň | Extraliga            | 7. místo | Čtvrtfinále                 |
| 2014/15                      | BK SOŠŽ Cassovia Košice     | 1. úroveň | Extraliga            | 7. místo | Čtvrtfinále                 |
| 2015/16                      | BK SOŠŽ Cassovia Košice     | 1. úroveň | Extraliga            | 7. místo | Zápas o 5. místo (výhra)    |
| 2016/17                      | BK SOŠŽ Cassovia Košice     | 1. úroveň | Extraliga            | –. místo | Odhlášení v průběhu sezóny  |

## Účast v mezinárodních pohárech
Zdroj:
| Výkonnostní úrovně                                                              |
| superpohár – Superpohár v basketbalu žen                                        |
| 1. výkonnostní úroveň – Pohár mistrů evropských zemí, Euroliga v basketbalu žen |
| 2. výkonnostní úroveň – Pohár Ronchettiové, EuroCup v basketbalu žen            |

Legenda: EL - Euroliga v basketbalu žen, PMEZ - Pohár mistrů evropských zemí, EC - EuroCup v basketbalu žen, SP - Superpohár v basketbalu žen, PR - Pohár Ronchettiové
- PR 1993/94 – 3. předkolo
- PR 1994/95 – 3. předkolo
- PR 1997/98 – Šestnáctifinále